# Kerk van Tolbert
De kerk van Tolbert is een middeleeuws kerkgebouw in het dorp Tolbert in de gemeente Westerkwartier in de Nederlandse provincie Groningen. Dit rijksmonument is in 1977 overgedragen aan de Stichting Oude Groninger Kerken.

## Beschrijving
De kerk van Tolbert bevindt zich op het hoogste punt van het dorp en heeft een verhoogd kerkhof.

### Exterieur
Het oudste deel van de kerk is het rechthoekige koor dat in het begin van de dertiende eeuw is gebouwd. Dit deel is nog in het bezit van vier spitsboogvensters. Ook zitten er in noord- en zuidmuur twee dichtgemetselde priesteringangen. De koorsluiting is recht en wordt gesierd door twee dichtgezette rondboogvensters en drie witte, klimmende rondboognissen in de geveltop. Ook is er tegen de koorsluiting een steunbeer geplaatst om verzakking te voorkomen. De toren is enkele decennia jonger en wordt gekenmerkt door grote muurankers. Deze is gefundeerd op veldkeien en de muren zijn op grondhoogte wel 1,5 meter dik. De toren is rond 1600 aanzienlijk verhoogd en heeft toen ook het zadeldak gekregen. Destijds zijn ook witgepleisterde galmgaten. Het schip is naderhand tussen het koor en de toren ingebouwd. Het is breder dan het koor en heeft ook een hoger dak. In het schip zaten ook de rondboogportalen die dienden als ingangen aan de noord- en zuidkant. Deze zijn dichtgemetseld en op deze plaatsen bevinden zich nu twee van de vier rondboogvensters van het schip. Dit waren oorspronkelijk spitsboogvensters.
In de toren hangt een klok uit 1660, gegoten door Jurjen Balthasar uit Leeuwarden. De klok bevat de wapens van Carel Hieronymus von Inn- und Knyphausen (Heer van Nienoord) en van Ivo Auwema (bewoner van het rond 1760 gesloopte Auwemahuis te Tolbert). 
In 1943 brak de Duitse bezetter de zuidmuur van toren open om de klok uit te roven. Deze is later teruggevonden en in 1946 op de oorspronkelijke plek teruggehangen. Wel heeft deze roof zijn sporen nagelaten in het metselwerk.

### Interieur
Het koor en het schip worden nog steeds gescheiden door een houten wand in de triomfboog. Dit dateert nog uit de periode 1816-‘62. Toen fungeerde het koor namelijk als school. Tot de restauratie van 1983-'93 stond de preekstoel uit de 17e eeuw tegen deze wand onder de triomfboog. Bij deze restauratie werd namelijk een nis ontdekt in de triomfboog en werd de preekstoel tegen het zuidelijke deel van de triomfboog geplaatst en ontstond er weer vrije doorgang naar het koor. Aan weerszijden van de triomfboog zitten 
Het koorhek dat geplaatst werd na het verwijderen van het altaar is later weggehaald en voor andere doeleinden gebruikt. Zo is een deel gebruikt voor de afscheiding tussen koor en schip, en is een ander deel gebruikt voor het nieuwe portaal in de oostmuur. Op dit deel valt nog een stuk tekst te lezen: ‘O heer wanneer ick U hebbe soo vraghe ick biet nae Hemel en Aerde’. 
Het oorspronkelijke gewelf is vervangen door een balkenzoldering, hoewel geen restanten van het gewelf werden gevonden tijdens de restauratie van 1983-’93. In 1909 is er een stervormig schrootjesplafond geplaatst waarachter de balken nu schuilgaan. Toch wijzen de muraalbogen rond de vensters wel op de plaatsen waar het gewelf op gerust moet hebben. Deze muraalbogen wijzen tevens op het feit dat de vensters oorspronkelijk spitsboogvensters waren. Ook zijn in het schip nog zes plekken aan te wijzen waar zuilen gestaan hebben om het gewelf te ondersteunen. 
Het schip is belegd met Friese geeltjes, terwijl de vloer van het koor uit rode bakstenen is opgebouwd.
Het interieur wordt mede bepaald door de voorname families uit de buurt. Zo liggen in het gangpad van het schip vijf grafzerken en zijn de twee grote 17e-eeuwse herenbanken geschonken door de vooraanstaande families Auwema en Harkema. De Harkemaheerd was al afgebroken toen het Auwemahuis rond 1760 gesloopt werd. In 1686 schenkt Ulsia Maria Auwema een zilveren avondmaalsstel en een aardewerken schenkkan met een zilveren deksel. Een graf vooraan in het schip behoort toe aan Hendrikus Leuring († 21-4-1775, 33 jaar), kerkvoogd van Tolbert.

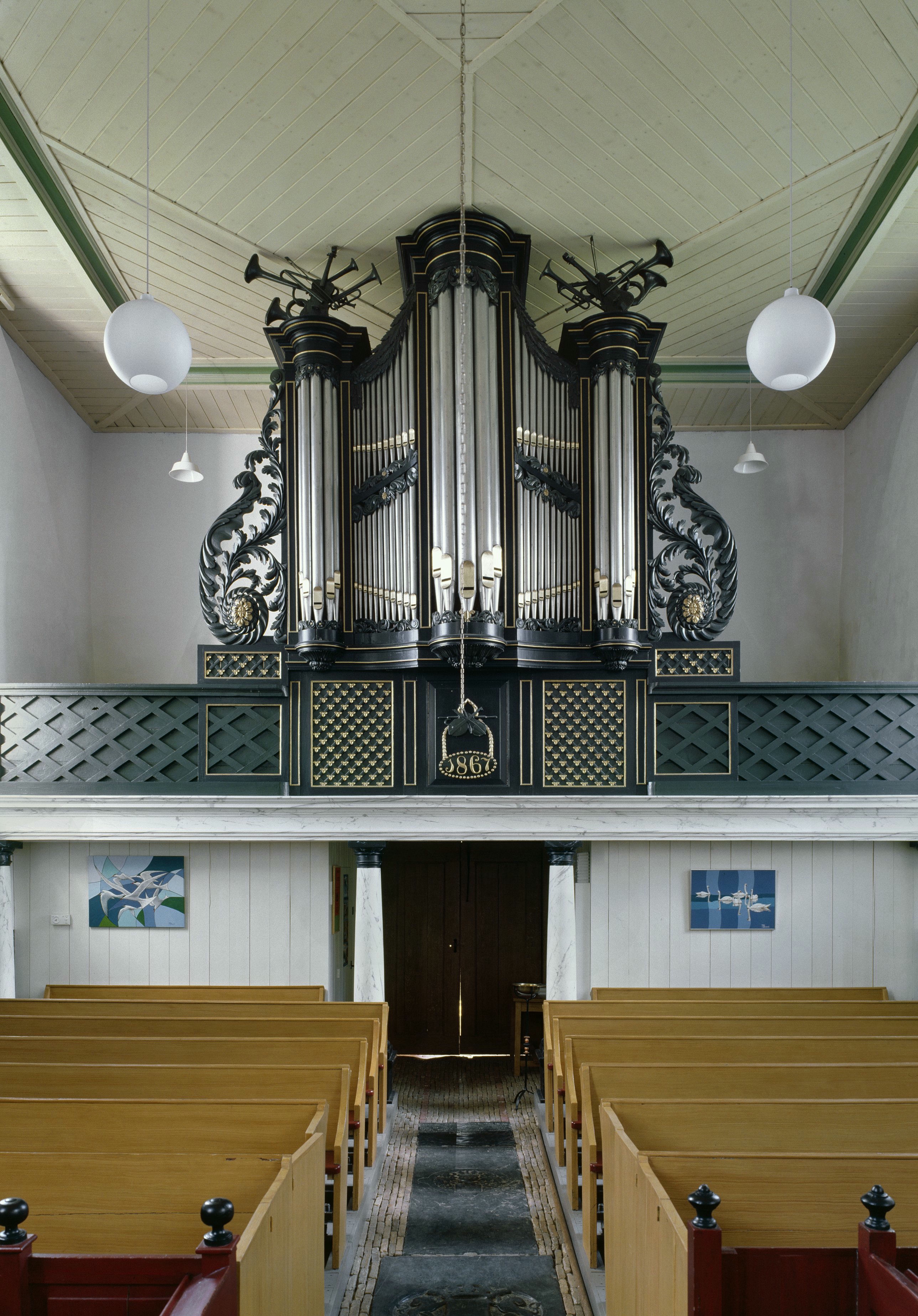
Interieur met het Van Oeckelenorgel uit 1867

#### Orgel
De kerk heeft een eenklaviers orgel van Petrus van Oeckelen uit 1867, dat in 2001 door de orgelbouwer Mense Ruiter is gerestaureerd. Het orgel werd gekocht voor 1.512,50 gulden en werd ingespeeld door schoolmeester R. Blomsma. Het heeft 8 stemmen en is in het bezit van een aangehangen pedaal (C-a0). Het balustradeorgel bevindt zich op een oksaal dat gesteund wordt door in imitatiemarmer geschilderde houten Toscaanse zuilen. Bij de restauratie van 2000-'01 kreeg het orgel zijn originele kleur weer terug, rijtuigzwart. Het orgel heeft de volgende dispositie:
| Manuaal (C-f3) |       |
| -------------- | ----- |
| Prestant       | 8     |
| Bourdon        | 8     |
| Viola di Gamba | 8     |
| Octaaf         | 4     |
| Fluit          | 4     |
| Quint          | 3     |
| Octaaf         | 2     |
| Trompet        | 8 B/D |

## Galerij

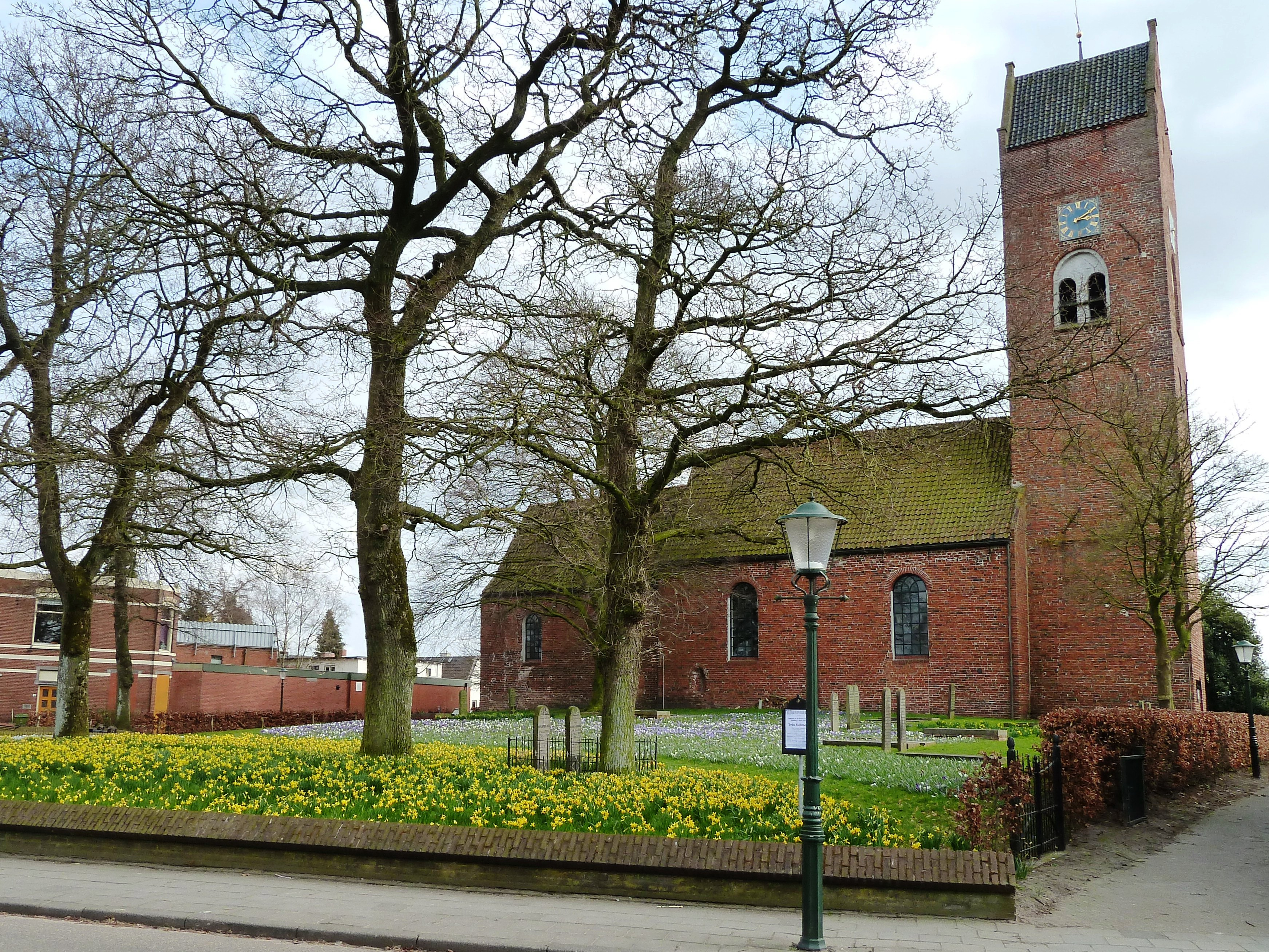
Voorzijde
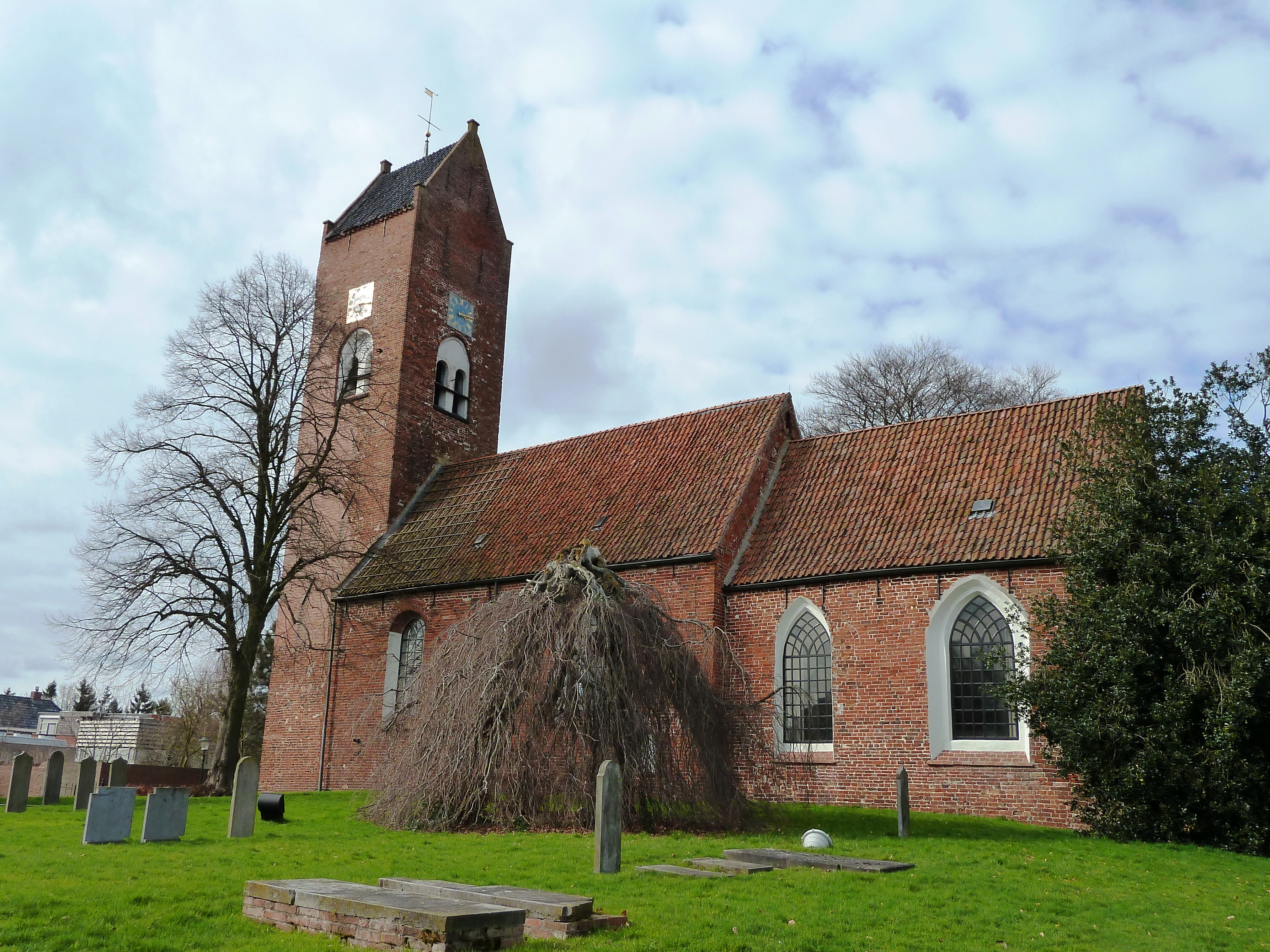
Achterzijde
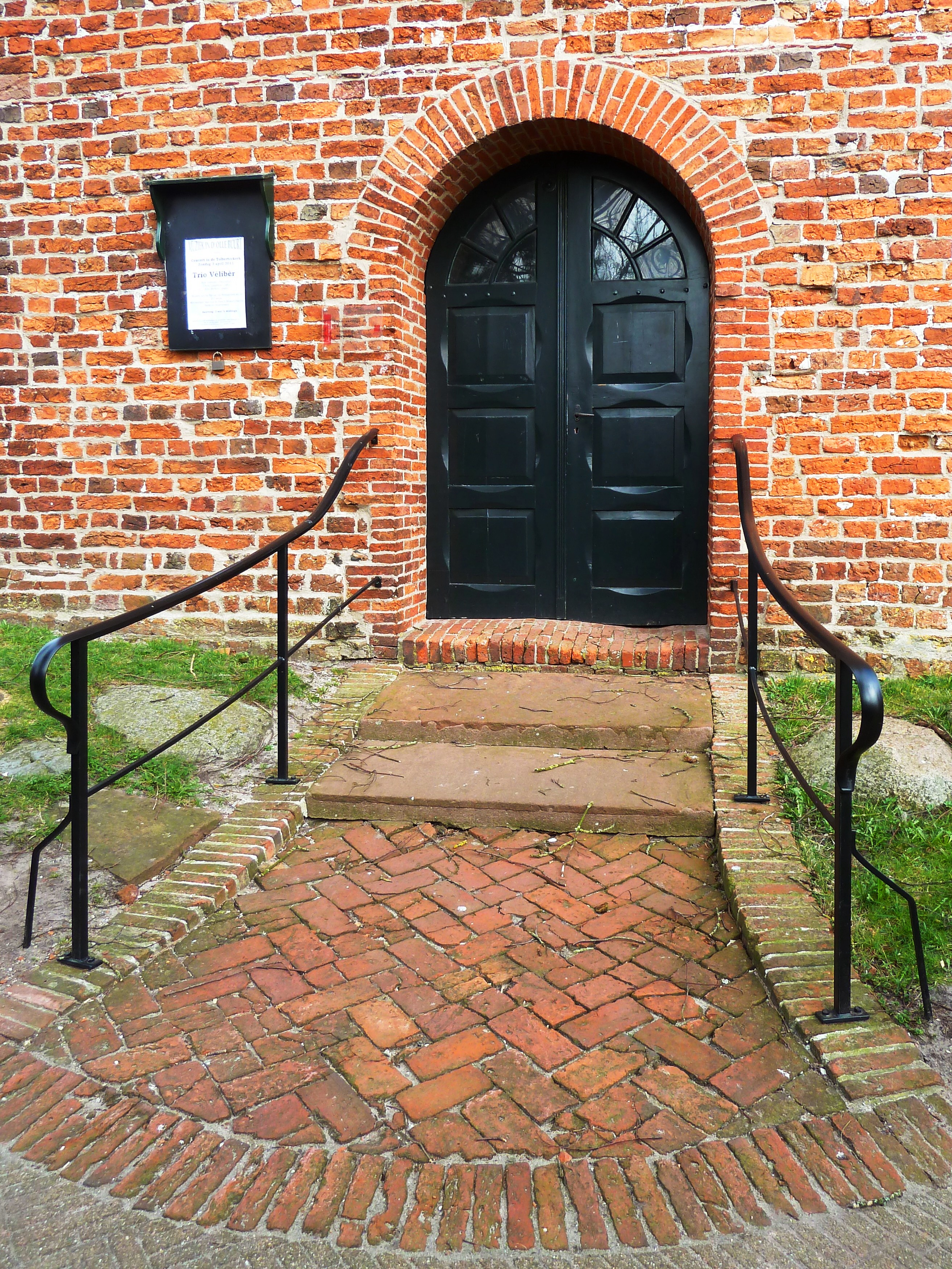
Ingang
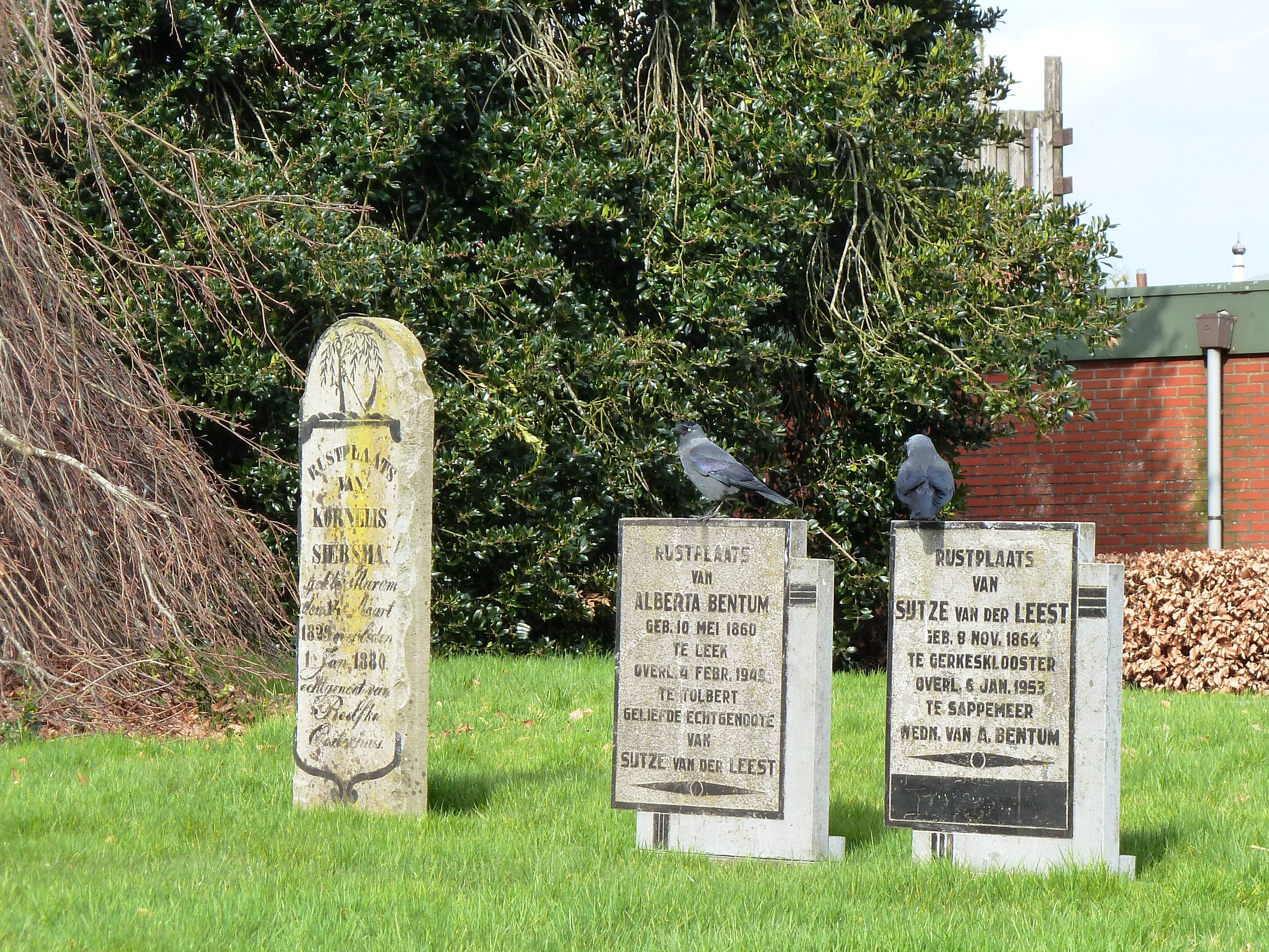
Graven op het kerkhof